# Jem Ward
Jem Ward, detto The Black Diamond, (26 dicembre 1800 – Liverpool, 3 aprile 1884), è stato un pugile inglese, campione d'Inghilterra dal 1825 al 1827 e dal 1827 al 1831. È stato inserito nella International Boxing Hall of Fame nel 1995. Ward è considerato uno dei campioni che ha scritto la storia della boxe alla stregua di pugili come: Jack Broughton e Daniel Mendoza.

## Biografia e carriera
A soli 15 anni dette inizio alla sua carriera da professionista dopo la vittoria contro George Robinson. Inanellò una serie di vittorie consecutive fino al 1822 quando perse contro Bill Abbott. Alcuni a bordo del ring sentirono Wear dire queste parole: "Adesso Bill, colpiscimi e io cadrò a terra". L'organizzazione Pugilistic Society, che ai tempi governava il mondo del pugilato e faceva rispettare il London Prize Ring Rules, annullò l'esito dell'incontro e aprì un'indagine per capire se ci fossero stati accordi tra i due pugili. Ward interrogato confessò di aver ricevuto £ 1.000 per lasciar vincere Abbott. A seguito dell'inchiesta la Pugilistic Society espulse Jem Ward da tutte le sue competizioni.
Jem Ward viaggiò in Inghilterra e continuò a combattere sotto falso nome. Nel 1823 l'incontro a cui stava assistendo finì prima del tempo, così che lo stesso Ward venne invitato a salire sul ring per intrattenere il pubblico rimasto. Jem Ward vinse sullo sfidante Net Baldwin facilmente. Con il nome falso Sawney Wilson vinse contro Joe Rickens, un pugile famoso e forte. Alla fine del 1823 The Pugilistic Society decise di riammettere Ward a tutte le competizioni.
Riottenuta la riabilitazione, desideroso di notorietà e denaro, ottenne la possibilità di sfidare Tom Cannon, detentore del titolo di campione.
L'incontro ebbe luogo il 19 giugno 1825 a Stanfield Park durante una giornata caldissima. Furono sufficienti 10 minuti a Ward per vincere e diventare campione. Dopo la vittoria Jem Ward si allontanò dalla vita sportiva finché nel 1827 fu costretto a tornare sul ring per difendere il titolo contro Peter Crawley. Ward fu sconfitto ma rivendicò il titolo poiché Crawely si ritirò immediatamente dopo la vittoria.
Il 12 luglio 1831 affronta per il titolo Simon Byrne, un pugile irlandese. Dopo 1 ora e 17 minuti Ward vinse. L'esito è stato fortemente criticato dai giornalisti sportivi dell'epoca in quanto Tom Sping, protettore di Byrne, aveva portato il suo pugile sul ring pur sapendo che non era in condizione di combattere.
Fu questo l'ultimo incontro che Ward disputò, perché nello stesso anno si ritirò dalla carriera pugilistica.
Il suo ritiro fu obbligato, in quanto ricevette molte critiche dopo che si rifiutò di affrontare il giovane pugile James Burke. Appena ritirato Ward si oppose fortemente al passaggio del titolo di campione al giovane James Burke, tanto che sostenne Simon Byrne nell'incontro con Burke del 1833.
Dopo il ritiro Ward si dedicò alla gestione di un hotel a Liverpool, dove il suo grande amico pittore William Daniles gli insegnò l'arte della pittura. Iniziò a suonare il violino e il flauto, come musicista organizzò alcuni concerti. Insegnò l'arte della boxe a numerosi allievi, tra cui ricordiamo Tom King, colui che sconfisse il leggendario Jem Mace nel 1863.
Jem Ward morì nel 1884 nella sua casa di Liverpool.